# Bootstrap
Софтуерът Bootstrap е client-side среда с отворен код, която съдържа набор от инструменти за създаване на уеб приложения и уебсайтове.
Bootstrap е пуснат през 2011 г. от Twitter, след като стартира като затворена библиотека, създадена за вътрешна употреба на Twitter.
Към декември 2015 г. проектът Bootstrap е вторият предпочитан проект на GitHub, с повече от 100 000 звезди и 45 000 връзки.

## Структура
Bootstrap се състои от три части:

### CSS
Bootstrap има огромна колекция от класове CSS, които съответстват на обичайните ситуации при уебсайтовете.

### Компоненти на потребителския интерфейс
В допълнение към обичайните HTML компоненти, Bootstrap има много други компоненти, написани на CSS и JavaScript, проектирани така, че да улеснят разработчиците да създадат висококачествен потребителски интерфейс.
Компонентите включват: бутони, изображения, прогрес бар и съобщения.
Списък на всички компоненти може да намерите тук.

### JavaScript
За Bootstrap съществуват и много скриптове във формата на JQuery плъгини, които добавят разширени опции като изскачащи прозорци или графики.
Наред с другите неща, плъгините могат да разширят функционалността на съществуващите компоненти, например, за да създадат текстово поле, което допълва текста, записан в него.

## Персонализиране
Освен стандартния дизайн на Bootstrap, може да персонализирате всяка част от дизайна, като редактирате файловете CSS и Javascript.
Има редица сайтове, които позволяват свободно изтегляне на дизайна на Bootstrap, например bootswatch.